# Deodoro da Fonseca
Deodoro da Fonseca (teljes nevén Manoel Deodoro da Fonseca, magyarosan Fonseca Tódor; Alagoas da Lagoa do Sul, Brazília, 1827. augusztus 5. – Rio de Janeiro, 1892. augusztus 23.) brazil tábornok és politikus, 1889. november 15. és  1891. november 23. között az ország első köztársasági elnöke. 

## Élete
Katonacsaládban született. Katonai pályáján gyorsan emelkedett a marsalli rangig. Számos ütközetben vett részt győztesen. Felesége 1860-tól haláláig Mariana da Fonseca volt. 
Mint a köztársasági párt vezetője, heves támadásokat intézett  II. Péter császár uralma ellen. Különösen a rabszolgák felszabadításáról szóló törvény keltett nagy elégedetlenséget az ültetvényesek körében. Amikor a  császár olyan intézkedéseket tett, amelyek a látszat szerint leánya, d'Eu grófnő számára akarták a trónöröklést biztosítani, 1889. november 15-én a katonák megdöntötték a császár hatalmát, Deodoro da Fonseca vezérlete alatt. Az ősz császárt arra kényszerítették, hogy Európába távozzon.

Ettől fogva az ország új neve Brazil Egyesült Államok Köztársasága lett.  A köztársasági alkotmányt az e célból összehívott kongresszus 1891. február 24-én fogadta el. Az államforma elnöki köztársaság volt, amelyben az elnököt négy évre, közvetlenül választották. A törvényhozó, végrehajtó és bírósági hatalmi ágakat az alkotmány egymástól elválasztotta.

Fonseca lett az első elnök. Erőszakos, jogtipró magatartása miatt azonban nemsokára összeveszett a kongresszussal, amelyet a törvény ellenére feloszlatott; végül 1891. november 23-án kénytelen volt lemondania hivataláról. Közvetlen utódja Floriano Peixoto alelnök lett.
Az 1889-et követő négy év alatt két egymást követő katonai diktátor kormányozta Brazíliát. Ezalatt az országot több lázadás (két haditengerészeti és egy föderalista) és egy gazdasági válság  rázta meg. Ennek ellenére Peixoto elnöknek haláláig, 1895-ig sikerült konszolidálnia a köztársasági berendezkedést.

## Emlékezete
Szülővárosának nevét az ő emlékezetére Marechal Deodoro-ra (magyarul Deodoro marsall) változtatták.